# Riksmål

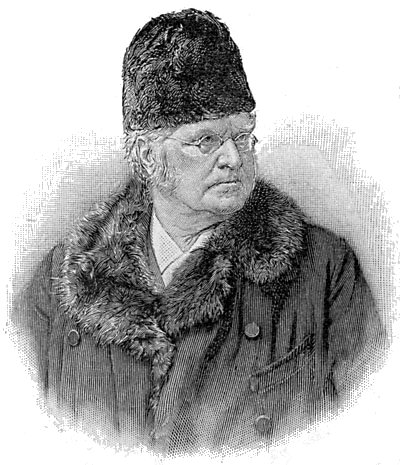
Bjørnstjerne Bjørnson a fost cel care a introdus termenul „riksmål” în Norvegia, și cel care a fondat Riksmålsforbundet („Asociația Riksmål”)

Sub termenul riksmål se înțelege astăzi în primul limba norvegiană scrisă după normele stabilite de Det Norske Akademi („Academia Norvegiei”) și de Riksmålsforbundet („Asociația Riksmål”).
Limba riksmål de astăzi este continuarea regulilor oficiale pentru scrierea riksmål din 1907 și 1917, limbă care a fost numită în 1929 bokmål. În esență este identică cu ceea ce astăzi este versiunea moderată a limbii bokmål. 
Riksmål/bokmål se bazează pe tradiția ortografică daneză din Norvegia și norvegienizarea limbii introdusă de lingvistul Knud Knudsen (1812-1895).
Daneza-norvegiană numită deseori dannet dagligtale („limbajul zilnic elegant”) a stat la baza regulilor de norvegienizare din 1907 și 1917.
Numele riksmål (ortografiat rigsmaal) a fost introdus de către Bjørnstjerne Bjørnson în 1899 după modelul danez.

## Diferențe față de celelalte variante ale limbii norvegiene
- doar două genuri (neutru și comun)
- prezența unor adverbe pronominale (ex. hvorefter sau hvoretter, hvori) care nu există de loc în nynorsk și doar parțial în bokmål.
- diferențe ortografice: riksmål a reținut h-ul mut, ex. hvalp (bokmål valp) („cățeluș”), hvirvel (bokmål virvel) („vertebră”).

## Scriitori care au scris în varianta riksmål după 1939 (când au fost introduse regulile ortografice radicale bokmål)
- Sigurd Hoel
- Johan Borgen
- André Bjerke
- Aksel Sandemose
- Claes Gill
- Jens Bjørneboe
- Terje Stigen
- Knut Faldbakken
- Inger Hagerup
- Arnulf Øverland
- Ebba Haslund
- Stein Mehren
- Axel Jensen
- Ketil Bjørnstad
- Kaj Skagen
- Roy Jacobsen
- Lars Saabye Christensen
- Håvard Rem
- Ingvar Ambjørnsen
- Erik Fosnes Hansen
- Helene Uri
- Stian M. Landgaard
- Ole Paus